# Appuntamento al Km. 424
Appuntamento al Km. 424 (Des gens sans importance) è un film del 1956 diretto da Henri Verneuil.

## Trama
Jean Viard è un camionista parigino. L'uomo, che lavora in coppia con il collega Pierrot, è impegnato quasi quotidianamente nella tratta Parigi-Bordeaux; i due si fermano sempre nella locanda di Émile per riposare qualche ora e fare rifornimento. Qui Jean conosce Clotilde, una giovane cameriera assunta da poco: i due si innamorano in breve tempo, sebbene Jean sia già sposato con tre figli.
Inizialmente Jean conduce una doppia vita, restando sempre più spesso lontano da casa, approfittando del suo lavoro di camionista, le cui prolungate assenze non insospettiscono più di tanto la moglie. Ma quando Clotilde lascia la locanda di Émile e viene a Parigi in cerca di lavoro, Jean decide di lasciare la famiglia per andare a vivere con lei. La ragazza è incinta, ma quando vorrebbe dirlo a Jean, scopre che l'uomo ha appena perso il lavoro: decide quindi di non dire nulla all'uomo, e abortisce clandestinamente.
Quando Jean scopre il fatto, è troppo tardi. Parte con Clotilde per andare a vivere lontano da Parigi, a Strasburgo, ma la ragazza si sente male per i postumi dell'intervento che ha subito, e muore prima di giungere a destinazione. Jean fa ritorno quindi dalla moglie, e riprende la sua vita precedente.

## Distribuzione
Venne distribuito nei cinema francesi il 15 febbraio 1956; in Italia uscì al cinema nel giugno 1965.

## Critica
(La Stampa, 25 giugno 1965)